# 天使のたまご (ゲーム)
『天使のたまご』（てんしのたまご）は2007年8月17日にPurple softwareから発売された18禁恋愛アドベンチャーゲームである。

## あらすじ
願いをかなえるとされるアイテム「天使のたまご」が急に流行り出し、藤田優人は戸惑いを隠せなかった。
ある日、流音と名乗る和装の少女から、彼があるゲームに選ばれたことを告げられたことで、彼の運命は急転していった。

## 登場人物
藤田優人（ふじた ゆうと）
主人公。
流音（るね）
声：野神奈々
謎めいた和装の少女。
倉田真織（くらた まお）
声：佐本二厘
優人の幼なじみ。
神楽奏（かぐら かなで）
声：井村屋ほのか
真織の親友で、真織とは対照的に明るい活発な体育会系。

## スタッフ
- プロデューサー:石川泰
- ディレクター:北川晴/東トナタ
- 原画・キャラクターデザイン:zinno
- ムービー・デザイン:matsuNe(ALICE FROM JAPAN)
- 背景美術:APRICOT
- 音楽:マッツミュージックスタジオ
- システム・インターフェイススクリプト:Ko-Ta
- 広報・営業:みやび
- サブディレクター:守屋天
- シナリオ:東トナタ/HARE
- SE:Blueberry＆Yogurt/MG
- スクリブト:MG/がのす

## 主題歌
- オープニングテーマ『Lilith』

作詞 -Rita　編曲 -Blueberry＆Yogurt　作曲 -Blueberry＆Yogurt　歌 -Rita
- エンディングテーマ『コトノハパズル』

作詞 -Rita　編曲 -Blueberry＆Yogurt　作曲 -Blueberry＆Yogurt　歌 -Rita

## 関連商品
- 『天使のたまご マキシCD』

オープニングテーマとエンディングテーマを含む。